# Melandrya noveboracensis
Melandrya noveboracensis là một loài bọ cánh cứng trong họ Melandryidae. Loài này được Hatch miêu tả khoa học năm 1927.